# 亨利·拉塞尔
亨利·拉塞尔（英語：Henry Russell，1904年12月15日—1986年11月9日），美国男子田径运动员，主攻短跑。他曾代表美国参加1928年夏季奥林匹克运动会田径比赛，获得男子4×100米接力金牌。